# Jakarta ORO
Jakarta ORO（ジャカルタ・オーアールオー）は、JavaでPerl5互換正規表現を実装することができるJakarta ProjectのAPI。
JavaにはORO以前にJava標準APIとしてjava.util.regexというパッケージが存在するが、OROとは正規表現の文法が異なる。 
2010年09月01日に開発は終了した。